# ゴールデン・レトリバー
ゴールデン・レトリーバー（ゴールデン・レトリバーとも、Golden Retriever）は、イギリス原産の大型犬である。

## 歴史
19世紀中頃、スコットランドのダドリー・マージョリーバンクス伯爵（後のトウィードマス男爵）が交配により作出したのが起源である。1865年、ダッドリー・マーシュバンクス伯爵は小型のニューファンドランド犬と掛け合わせた黒のウェイビーコーテッド・レトリーバーから生まれた、1頭のウェーブ掛かった黄色の被毛に覆われた「ヌー」を購入した。
ダッドリー・マーシュバンクス伯爵は「ヌー」及び「ベル」を掛け合わせ、4頭の牝が生まれた。その内の1頭「カウスリップ」を基に、ダッドリー・マーシュバンクス伯爵は20年以上ブリーディングした。ウェイビーコーテッド・レトリーバー、アイリッシュ・セッター、後のブラッドハウンドとの交雑を何回か行い、新しい犬種としてゴールデン・レトリーバーを確立した。
1903年、英国ケネルクラブはゴールデンレトリーバーを「フラットコート＝ゴールデン」として初めて登録した。1911年にはフラットコーテッド・レトリーバーとは別の単独の犬種として認められ、「ゴールデン又はイエロー・レトリーバー」と呼ばれ、数年後には「イエロー」という語は削除された。
1938年、ゴールデン・レトリーバー・クラブ・オブ・アメリカ（GRCA）が設立された。当該クラブは現在5000人の会員を擁し、アメリカンケネルクラブ（AKC）傘下の最大犬種クラブの1つとなっている。

## 外見
個体によって、明るいクリーム色から暗い赤金色まで多彩な毛色を持つ。飾り毛は他の部分より明るい色で長く、ボディ前部、胸腹部、四肢後部及び尾下部を覆う。
ダブルコートといい、羽毛のように柔らかく短いアンダーコート（下毛）及び弾力性のある長いトップコート（上毛）の二種類の毛がある。アンダーコートは防水性が高く、気温の低い季節でも冷水内で活動するのに適する。また体温調整の役目も担い、気温が上昇すると抜け落ち、低下すると再び生える。
均整の取れた体付きであり、オスは体高58-61 cm、体重29-34 kg、メスは体高54-57 cm、体重24-29 kgで、理想的な体長と体高の比率は11：10である。
頭部は割合に大きく、鼻は黒又は茶がかった黒色、耳は頬に沿って垂れ、アーモンド形の目を持つ。

## 性格
誰に対しても友好的である犬種のため、番犬には向かない。
賢さ及び忠誠心を兼ね備え、穏和な性格の犬種であるためペットとして広く愛好されている。また、活発な性格で探究心がある。元来、水鳥猟でハンターが撃ち落とした獲物を陸地に持ち返る（＝retrieve）役割を担う犬であり、合図に忠実に従い、俊敏に行動し、水草の生い茂る湖の中を遠くまで泳いで鳥を持ち返る猟犬として、何時間も猟場で活動することが可能な猟犬である。
「信頼できる性格」「飼い主と共に働くことを喜びとする」犬種で、「賢い、温和、知的、親しげ、確実」と表現される。

### しつけと事故
一般的には、しつけやすく、子どもから老人まで誰にでも扱いやすい犬種とされている。ただし、事故も発生しており、2017年3月には生後10か月の女児が飼い犬の屋内犬（4歳、オス、体重約37 kg）に突然頭部をかまれ死亡する事故が発生している。

## 飼育にあたっての留意点
「犬種」とは人間が使途を定めて作出したものであるため、各々の犬種に役割としての機能がある。ゴールデン・レトリーバーは「人間と共に仕事をする」ことを目的として作出された犬種であるため、戸外に繋ぐことや独居させること・餌及び水やりに関して無頓着になることを嫌う。また、仲間として認められることや散歩に連れ出されることを好む。

### ケア
適切な運動を怠ると爪を削る機会がなく伸び過ぎるため、定期的に爪を切り長さを調整することが必要である。爪を伸ばした状態にしておくと、爪が根元から折れたり、浮き上がった爪の根元に菌が侵入して腫れたりし、病気の原因となる。また狼爪がある場合、狼爪が皮膚を傷付ける危険性があるため定期的に切る必要がある。
幼児期に室内ではしゃいだり走り回ったりすると、股関節の発達に影響が出たり脱臼の危険性が発生したりする。そのため、室内では静かに、戸外では活発に運動するようしつける必要がある。

### 疾病
ガンが死因として、第1位の疾病である。股関節形成不全同様、米国が甲状腺機能低下症を必須検査項目に指定して以降、当該疾患は減少傾向にある。
人気犬種故の乱繁殖により、股関節形成不全及びてんかんといった遺伝性疾患を患った個体、並びに本来の穏和な性格を大きく損ねた個体が出る場合がある。
一般的に運動不足による肥満が多いため、運動させていないと生活習慣病となる場合がある。
体重管理や腫瘍（がん）、皮膚や関節のトラブルなどの悩みが起きやすく、ドッグフードでの対策が求められる。

## ラブラドール・レトリーバーとの共通点及び相違点

### 共通点
明朗且つ温順な性格であること。大変人なつっこいため、番犬には向かない。他の犬に対しても友好的な態度を取ることが多い。
ジャーマン・シェパード・ドッグ同様、賢く訓練性能が高い。盲導犬、介助犬及び警察犬といったサービスドッグとして働いたり、競技会でもよく見受けられたりする犬種である。ラブラドール・レトリーバーと1世代交配させ、盲導犬として訓練する訓練所もある。
水遊びを非常に好む。元来、どちらも水中で活動する役割を担ってきた犬種であるため。

### 相違点
ゴールデン・レトリーバー及びラブラドール・レトリーバーは「親戚」ではない。類似した外観を持ち、両者の相違点は「短毛種と長毛種の違い」だと誤認される場合があるが、誤りである。ゴールデン・レトリーバーは上述の交配種であるのに対し、ラブラドール・レトリーバーはセント・ジョンズ・レトリーバー及びニューファンドランド犬の交配種であるため、種としてはある程度の隔たりがある。

## ギャラリー

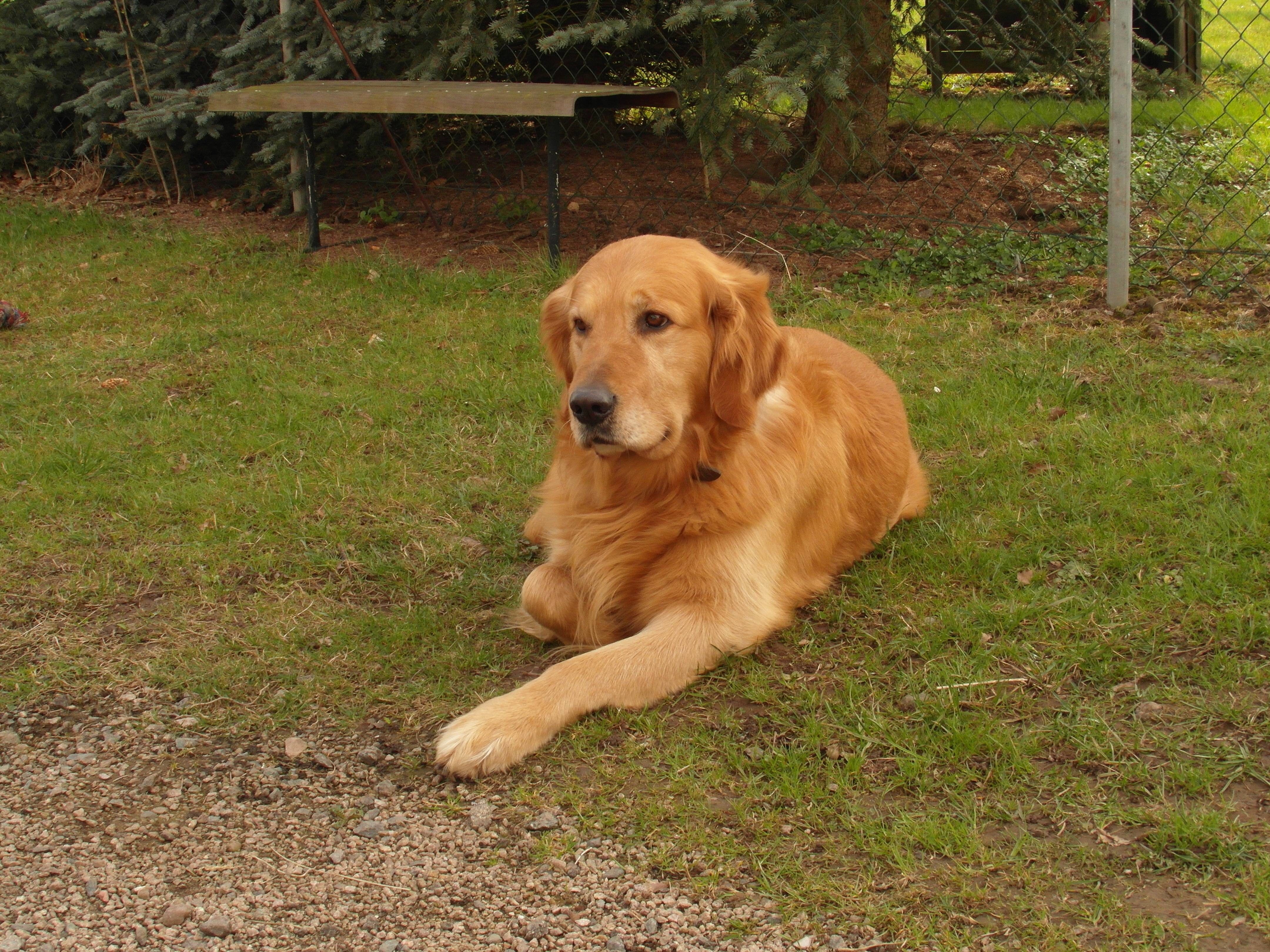
レッド
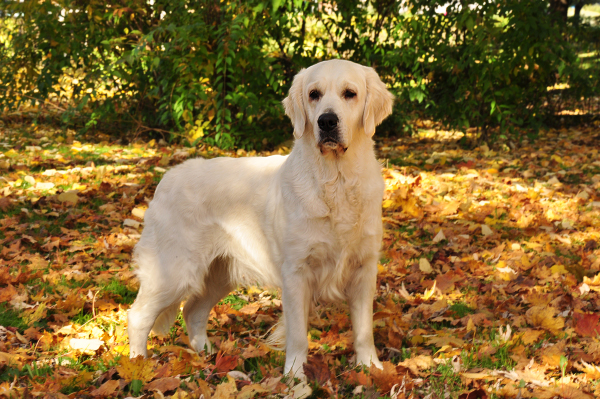
クリーム
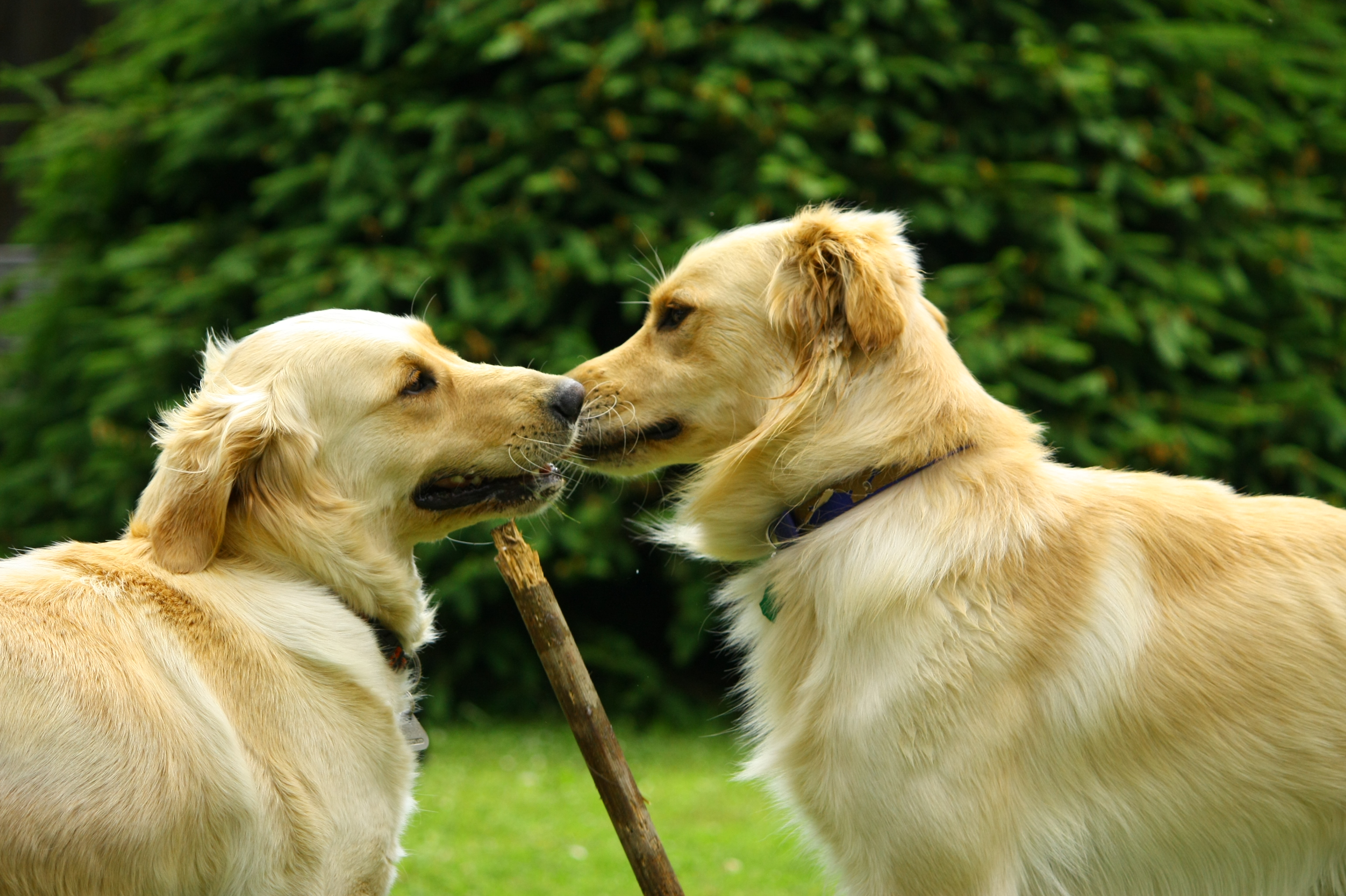
戯れる2頭のゴールデン・レトリーバー
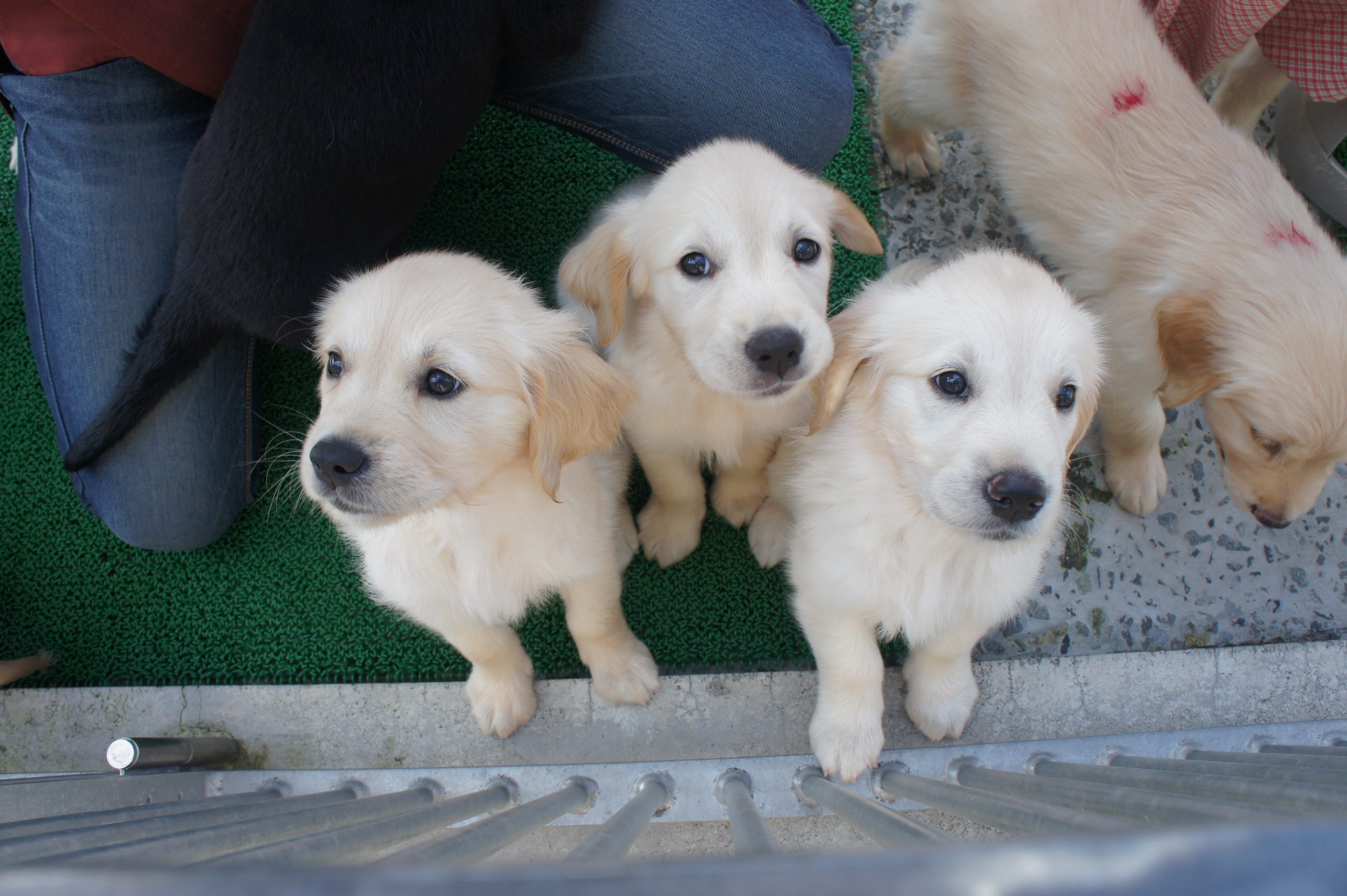
ゴールデン・レトリーバーの仔犬
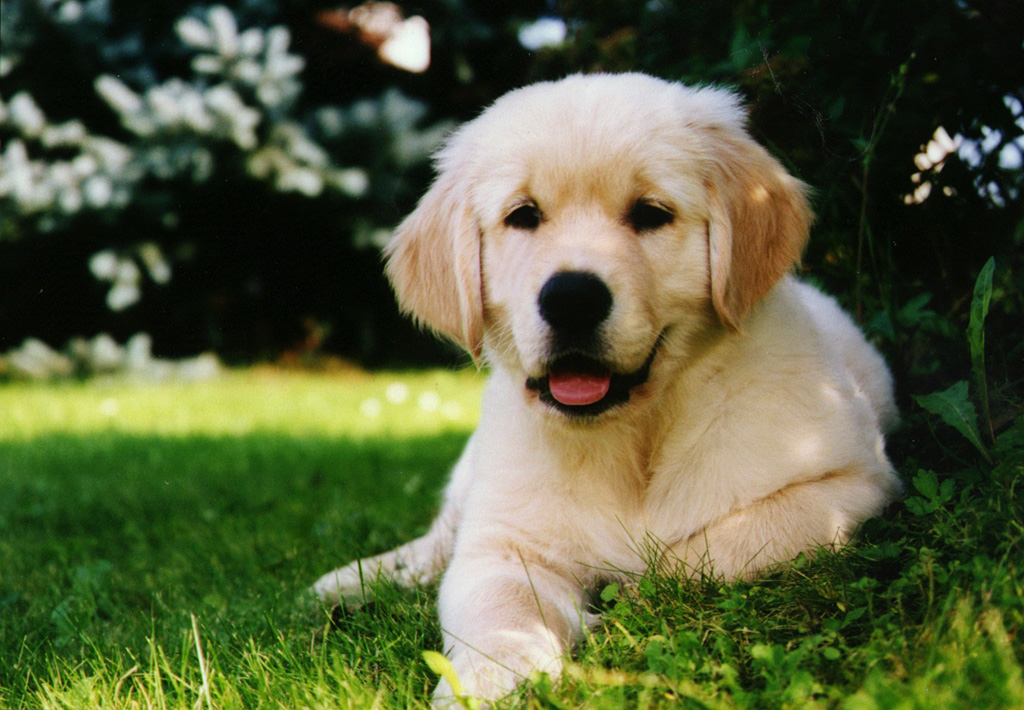
生後10週目の仔犬
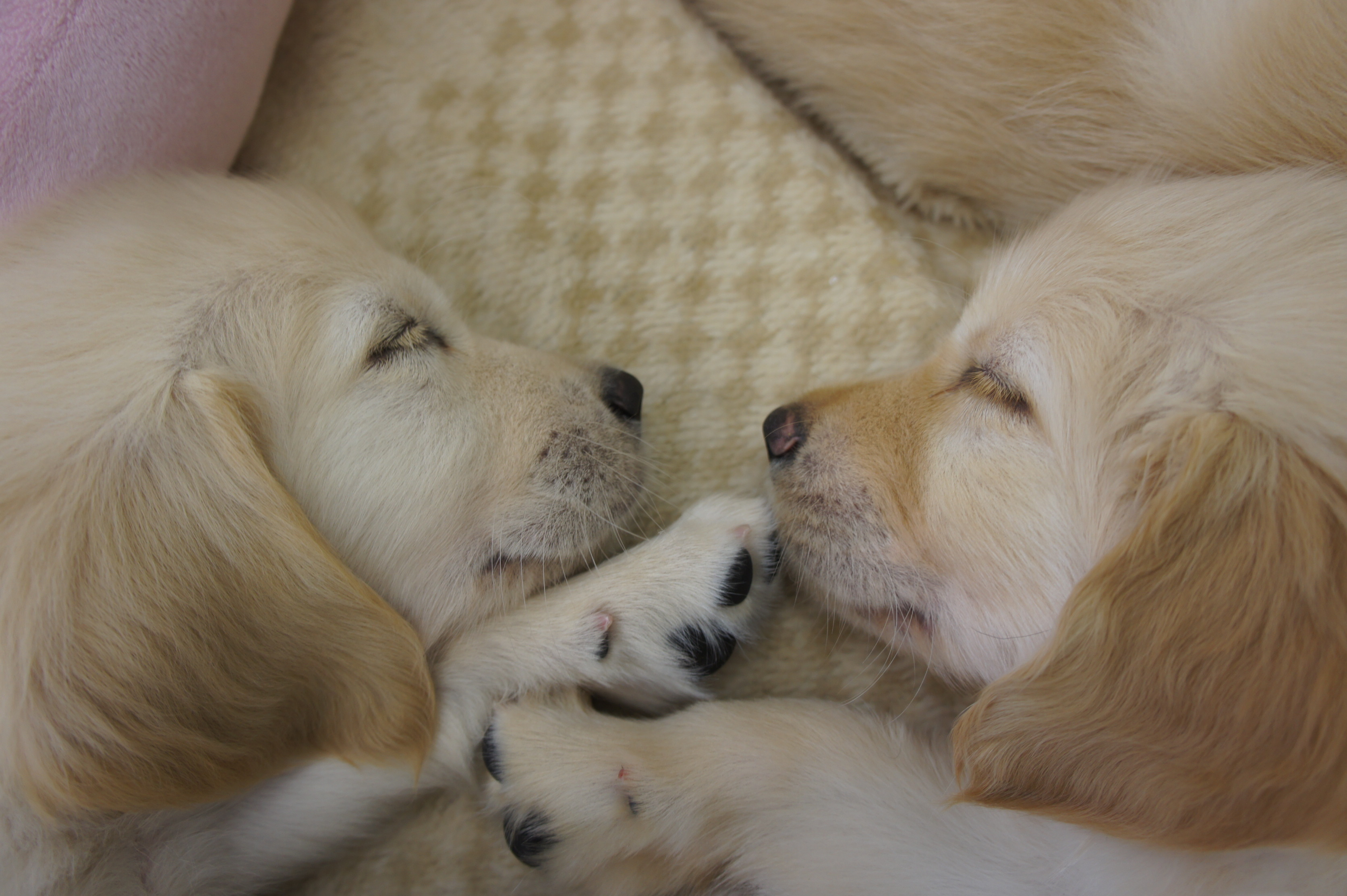
生後約2ヶ月の仔犬